# Maurice Ross
Maurice Ross, född 3 februari 1981 i Dundee i Skottland, är en skotsk fotbollstränare och tidigare spelare. Han har spelat 13 landskamper för Skottlands landslag.

## Meriter
- Scottish Premier League: 2003
- Scottish Cup: 2002, 2003
- Skotska ligacupen: 2002, 2003